# Oxime
Une oxime est un composé chimique appartenant aux imines, de formule générale RR'C=NOH, où R est une chaîne latérale organique et R' peut être l'hydrogène, formant une aldoxime, ou un autre groupe organique, formant une cétoxime . Les oximes O-substituées forment une famille étroitement apparentée de composés. Les amidoximes sont des oximes d' amides de structure générale R1C(=NOH)NR2R3. 
Les oximes sont généralement formées par la réaction de l'hydroxylamine avec des aldéhydes ou des cétones. Le terme oxime remonte au XIXe siècle, une combinaison des mots oxygène et imine .   

## Structure et propriétés
Si les deux chaînes latérales sur le carbone central sont différentes l'une de l'autre - soit une aldoxime, soit une cétoxime avec deux groupes "R" différents - l'oxime peut souvent avoir deux formes stéréoisomères géométriques différentes selon la configuration Z/E. Une terminologie plus ancienne de syn et anti a été utilisée pour identifier en particulier les aldoximes selon que le groupe R était plus proche ou plus éloigné de l'hydroxyle. Les deux formes sont souvent suffisamment stables pour être séparées l'une de l'autre par des techniques standards.